# Brooksley Born
Brooksley E. Born, född den 27 augusti 1940 i San Francisco, är en amerikansk jurist och före detta tjänsteman som mellan den 26 augusti 1996 till den 1 juni 1999 var ordförande för Commodity Futures Trading Commission (CFTC), den federala myndighet för övervakning av den amerikanska terminsbörsen och råvarubörsen. Hon har framförallt gjort sig känd som förespråkare av starkare reglering kring derivat och liknande finansiella produkter. 

## Biografi
Efter Abraham Lincoln High School (San Francisco), som hon gick ut vid 16 års ålder, påbörjade hon sina studier vid Stanford University, där hon tog examen i engelsk litteratur. Därefter gick hon på Stanford Law School.
Born är gift med Alexander E. Bennett och hon har fem barn.